# Clovis Duarte
Clovis Nogueira Duarte da Silva (6 de fevereiro de 1942 — Porto Alegre, 19 de julho de 2011) foi um jornalista brasileiro. Apresentava o Programa Clovis Duarte e o Câmera Pampa, na TV Pampa, canal 4 VHF de Porto Alegre, RS.

## História
Clovis Duarte da Silva foi um dos fundadores do curso pré-vestibular IPV, um dos principais de Porto Alegre, em 1964. No ano de 1971 foi contratado pela TV Gaúcha, canal 12, para fazer a cobertura do vestibular. Mais tarde, como professor de Biologia, fez comentários sobre genética no programa Jornal do Almoço, também da TV Gaúcha. Em 1975 estreou o programa Portovisão, na TV Difusora, canal 10, que teve boa audiência na época.
Em janeiro de 1988, realizou seu objetivo de comandar um programa noturno de televisão. Estreou o programa Câmera 2, na TV Guaíba, canal 2 de Porto Alegre, que permaneceu na emissora até ser extinta. Em julho de 2007, devido à venda da TV Guaíba ao grupo Record, o programa passou a ser exibido em duas edições na TV Pampa, canal 4: Programa Clovis Duarte, às 18h30min, e Câmera Pampa, às 23h55min.
Clóvis Duarte faleceu às 13h55min do dia 19 de julho de 2011 no Hospital Moinhos de Vento em Porto Alegre, após complicações decorrentes de uma cirurgia nas vias biliares.